# 包絡線

直線族 y = (t − 13)(x − t)/t とその包絡線である放物線 (y − x − 13)^{2} = 52x

包絡線（ほうらくせん、英: envelope）とは、与えられた曲線族と接線を共有する曲線、すなわち与えられた（一般には無限個の）全ての曲線たちに接するような曲線のことである。身近なところでは、AMラジオ放送に利用されている振幅変調の電波信号の包絡線が音声信号である。
包絡線は、次のようにして求められる。媒介変数 t ∈ R で添字付けられる n 次元ユークリッド空間 Rn 上の曲線族 {Ft(x1, ..., xn) = 0}t∈R に対する包絡線は、連立方程式
{\displaystyle {\begin{cases}F_{t}(x_{1},\dots ,x_{n})=0\\{\cfrac {\partial }{\partial t}}F_{t}(x_{1},\dots ,x_{n})=0\end{cases}}}
から t を消去して得られる曲線 φ(x1, ..., xn) = 0 に等しい。

## 例
実数の媒介変数 t で添字付けられる直線の族
{\displaystyle \{L_{t}\}_{t\in \mathbb {R} },L_{t}:y=x\sin t+\cos t}
について考える。これの包絡線を求めるための連立方程式は
{\displaystyle {\begin{cases}x\sin t-y+\cos t=0,\\x\cos t-\sin t=0\end{cases}}}
である。t を消去して、{\displaystyle x^{2}-y^{2}+1=0}を得る。これが直線族 {Lt}t∈R の包絡線である。この場合、包絡線は双曲線であることがわかる。